# Iltan
Iltan es un nombre de origen turco.

## Significado y origen
Es un nombre poco usado ya que en todo Turquía hay sólo 94 personas de este nombre. La etimología de la palabra está compuesta por "Il" que significa país y "tan" que significa amanecer, entonces el significado literal sería El amanecer de su país pero también hay otros significados como Conoce y le gusta a su país o también Persona agradada del país.